# Lysapsus caraya
Espèce
Synonymes
- Lysapsus limellus caraya Gallardo, 1964
- Pseudis caraya (Gallardo, 1964)

Statut de conservation UICN

 LC  : Préoccupation mineure
Lysapsus caraya est une espèce d'amphibiens de la famille des Hylidae.

## Répartition
Cette espèce est endémique du Brésil. Elle se rencontre entre 200 et 400 m d'altitude dans les États de Goiás et du Mato Grosso,.

## Publication originale
- Gallardo, 1964 : Una nueva forma de Pseudidae (Amphibia, Anura) y algunas consideraciones sobre las especies argentinas de esta familia. Acta Zoologica Lilloana, vol. 20, p. 193-209.